# Geelpluimbessenpikker
De geelpluimbessenpikker (Melanocharis longicauda) is een zangvogel uit de familie Melanocharitidae.

## Verspreiding en leefgebied
Deze soort is endemisch in Nieuw-Guinea en telt drie ondersoorten:
- M. l. longicauda: de Vogelkop, westelijk en noordelijk-centraal Nieuw-Guinea.
- M. l. captata: centraal en noordoostelijk Nieuw-Guinea.
- M. l. orientalis: zuidoostelijk Nieuw-Guinea.

## Status
De grootte van de populatie is niet gekwantificeerd maar de soort wordt omschreven als schaars tot plaatselijk algemeen. Op de Rode lijst van de IUCN heeft deze soort de status niet bedreigd.